# North Saskatchewan River
North Saskatchewan River er en flod der kommer fra gletsjere i Canadian Rockies og løber gennem det centrale Saskatchewan i Canada. Det er den ene af to hovedfloder, der forenes og danner Saskatchewan River.
Saskatchewan River-systemet er det største flodsystem i provinderne Alberta og Saskatchewan, og omfatter det sydlige Alberta og det sydlige Saskatchewan, før det fortsætter ind i den centrale del af Manitoba.

## Flodens løb
North Saskatchewan River er 1.287 km lang og afvandet er areal på 122.800 km². Ved dens udløb ved Saskatchewan River Forks har den en vandmængde på 245 m³/sek.
Floden begynder 1.800 moh. ved afløbet fra Saskatchewan Glacier der er en udløber af Columbia Icefield, og løber mod sydøst gennem Banff National Park langs med Icefields Parkway. Ved krydset med David Thompson Highway (Highway 11), drejer den mod norøst ca. 10 km før den drejer mere direkte mod øst, de næste 30 km. Så drejer den mod nord, til den når Abraham Lake. Bighorn Dam danner nordenden af Abraham Lake, hvor North Saskatchewan fortsætter østpå til Rocky Mountain House. Ved Rocky Mountain House, drejer den skarpt mod nord igen de næste 100 km hvor den svinger mod øst mod Edmonton. I Edmonton løber den gennem centrum af byen i nordvestlig retning mod Smoky Lake hvor den zvinger mod sydøst og derefter mere mod øst frem til grænsen mellem Alberta og Saskatchewan.
Fra grænsen løber North Saskatchewan mod sydøst mellem North Battleford og Battleford og videre i retning mod Saskatoon. Omkring 40 km nordvest for Saskatoon, i nærheden af Langham, svinger floden mod nordøst og passerer gennem byen Prince Albert. OMkring 30 km nedenfor Prince Albert, forenes North Saskatchewan River med South Saskatchewan River ved Saskatchewan River Forks og fortsætter som Saskatchewan River. Herfra løber floden mod øst til Tobin Lake og ind i Manitoba, for til sidst at løbe ud i Lake Winnipeg.

## Historie
Floden er vist på Hudson's Bay Company kort fra 1760, med navnet Beaver River.
Den del af North Saskatchewan river som ligger i Banff National Park fik betegnelsen Canadian Heritage River i 1989, for dens betydning for udviklingen af det vestlige Canada.